# Statuette einer Frau (NAMA 4)

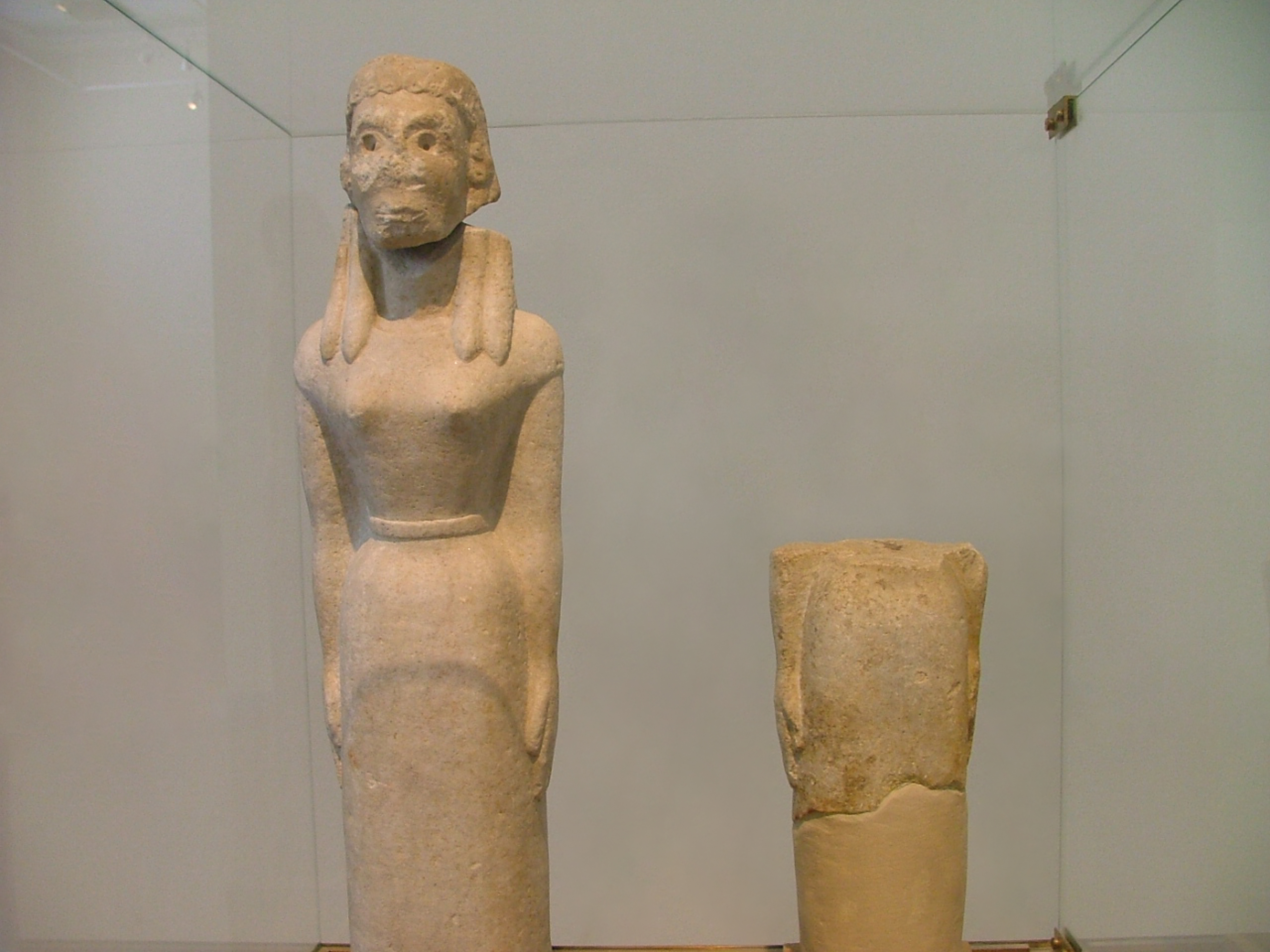
Statuette 4 (links) und Rest der Statuette 3443 (rechts).

Die Statuette einer Frau im Archäologischen Nationalmuseum Athen (NAMA) mit der Inventarnummer 4 ist eine archaische Statuette einer jungen Frau, die ins späte 7. Jahrhundert v. Chr. datiert wird.
Der Kopf der Statuette war abgebrochen. Er ist weniger gut als der Rest der Statuette erhalten. Die Nase fehlt, das Kinn ist stark bestoßen, auch der Mund ist durch Bestoßungen verformt. Teile der Frisur fehlen, das Gesicht weist starke Beschädigungen auf, auch die Augen sind bestoßen. Das Haar ist über der Stirn in einer Frisur mit mittelgroßen Locken gearbeitet. Die Haare werden in mehreren etwas mehr als schulterlangen, dicken Zöpfen über die Schulter auf die Vorderseite des Körpers geführt. In den Augen sind zwei Löcher, hier waren Einlegearbeiten eingearbeitet. Die Frau wird steif stehend gezeigt, wie es für diese Zeit üblich war. Ebenso trägt sie den üblichen Peplos, der mit einem schmalen Gürtel über der Hüfte zusammengehalten wird. Obwohl der gesamte Körper bedeckt ist, liegt das Gewand so eng an, dass alle Konturen darunter bis in Hüfthöhe erkennbar sind. Die Arme hängen an der Seite herab.
Mit zwei weiteren derartigen Statuetten bildete dieses Werk den Untersatz eines Perirrhanterions, eines Weihwasserbeckens. Die Statuette einer Frau (NAMA 3443) gehörte als eine der beiden anderen Statuetten ebenfalls zu diesem Perirrhanterion. Der Kopf der Statue wurde zunächst unter der Inventarnummer 16 im Museum von Theben aufbewahrt, bis er mit dem Körper in Athen wieder zusammengeführt wurde. Gefunden wurden alle Stücke 1886 im Heiligtum des Apollon am Berg Ptoion in Böotien. Die Statuette aus Pentelischem Marmor ist 42 Zentimeter hoch. Es handelt sich um eine böotische Arbeit, die von Vorbildern aus dem Nahen Osten, wohl Syrien oder Zypern, beeinflusst ist.